# 裂吻平鮋
裂吻平鮋，為輻鰭魚綱鮋形目鮋亞目平鮋科的其中一種，為深海魚類，分布於東北太平洋阿拉斯加半島至墨西哥下加利福尼亞海域，棲息深度0-800公尺，體長可達46公分，棲息在軟底質底層水域，卵胎生，幼魚具漂浮性，生活習性不明，可做為食用魚。